# Барелич
Барелич или Барелик (на сръбски: Барелић или Barelić) е село в Югоизточна Сърбия, Пчински окръг, Град Враня, община Враня.

## География
Селото е разположено на рида Мотина, високо над десния бряг на река Кочурица. Отстои на 20,6 km югоизточно от общинския и окръжен център Враня, на 3 km западно от село Нова Брезовица, на 3 km североизточно от село Вишевце и на 3,7 km югоизточно от село Барбарушинце.

## История
В края на XIX век Барелич е село в Прешевска кааза на Османската империя. Според патриаршеския митрополит Фирмилиан в 1902 година в Барелич има 15 сръбски патриаршистки къщи.
По време на Първата световна война селото е във военновременните граници на Царство България, като административно е част от Бояновска околия на Кумановски окръг.

## Население
В 2002 година в селото има 161 жители сърби. Според преброяването на населението от 2011 г. селото има 148 жители.